# Cachimbo Airport
Cachimbo Airport är en flygplats i Brasilien.   Den ligger i kommunen Novo Progresso och delstaten Pará, i den centrala delen av landet, 1 000 km nordväst om huvudstaden Brasília. Cachimbo Airport ligger 540 meter över havet.
Terrängen runt Cachimbo Airport är huvudsakligen platt. Cachimbo Airport ligger uppe på en höjd. Trakten runt Cachimbo Airport är nära nog obefolkad, med mindre än två invånare per kvadratkilometer.. Det finns inga samhällen i närheten.
I omgivningarna runt Cachimbo Airport växer i huvudsak städsegrön lövskog.